# Antológia
Az antológia több alkotó műveit tartalmazó válogatás, bizonyos szempontok (például nyelvterület, korszak, irányzat, műfaj) szerint válogatják össze a műveket. Lehet vers- vagy szöveggyűjtemény, de akár grafikák vagy hangfelvételek gyűjteménye is. A legkorábbi ismert antológiák latin nyelvű költészettel foglalkoztak, Janus Pannonius költeményei is ilyenekben maradtak fenn. A 19. században jelentek meg az első, magyar költészettel foglalkozó antológiák, melyek közül a legismertebb a Hét évszázad magyar versei. A magyar prózát tartalmazó első antológiák a 20. században jelentek meg.